# MSR 10
MSR 10, Zdarzenia następujące po zakończeniu okresu sprawozdawczego, (MSR 10, IAS 10) – jeden z międzynarodowych standardów rachunkowości. Standard określa, w jakich sytuacjach jednostka stosująca MSSF powinna skorygować sprawozdanie finansowe o skutki zdarzeń zaistniałych po zakończeniu okresu sprawozdawczego. Określa również, jakie informacje jednostka jest zobowiązana ujawnić w sprawozdaniu finansowym w związku ze zdarzeniami po zakończeniu okresu objętego sprawozdaniem. Standard został wydany przez Komitet Międzynarodowych Standardów Rachunkowości w grudniu 2003 r. i obowiązuje dla okresów rozpoczynających się 1 stycznia 2005 r. i później.

## Rodzaje zdarzeń po zakończeniu okresu sprawozdawczego
Zgodnie z MSR 10 zdarzenia po zakończeniu okresu sprawozdawczego dzielą się na dwa rodzaje:
1. zdarzenia, które potwierdzają istnienie określonego stanu na dzień kończący okres sprawozdawczy. Wystąpienie takich zdarzeń wymaga wprowadzenia korekt do sprawozdania finansowego[1];
2. zdarzenia, które potwierdzają zaistnienie określonego stanu po zakończeniu okresu sprawozdawczego. Wystąpienie tych zdarzeń nie wymaga korekt do sprawozdania finansowego[2], ale może wymagać dodatkowego ujawnienia w sprawozdaniu finansowym.

MSR 10 odnosi się do wszystkich zdarzeń pomiędzy końcem okresu sprawozdawczego a datą zatwierdzenia sprawozdania do publikacji. Są to zarówno zdarzenia o pozytywnym, jak i negatywnym wpływie na działalność jednostki.
Zdarzenia po zakończeniu okresu sprawozdawczego to wszystkie zdarzenia mające miejsce do dnia zatwierdzenia sprawozdania finansowego do publikacji. Co do zasady, przez datę zatwierdzenia sprawozdania do publikacji rozumiana jest data, kiedy sprawozdanie zostaje zatwierdzone oraz wydane przez kierownictwo jednostki akcjonariuszom/udziałowcom lub radzie nadzorczej. Data zatwierdzenia do publikacji musi zostać ujawniona w sprawozdaniu wraz z informacją, kto/który organ dokonał zatwierdzenia sprawozdania do publikacji.

## Ujawnienia informacji
Zdarzenia, które nie potwierdzają istnienia określonego stanu na koniec okresu sprawozdawczego nie wymagają ich ujęcia w sprawozdaniu finansowym (poza zagrożeniem kontynuacji działalności). Jednak w przypadku, gdy zdarzenia te są istotne, standard wymaga ich ujawnienia. Każdorazowo jednostka powinna ujawnić charakter takich zdarzeń oraz oszacować i wskazać ich skutki finansowe. Gdy oszacowanie skutków finansowych nie jest wiarygodnie możliwe, jednostka jest zobowiązana ujawnić ten fakt.
Pojęcie istotności definiowane jest w MSR 1 Prezentacja sprawozdań finansowych – pominięcie informacji jest istotne, gdy może wprowadzić odbiorcę sprawozdania finansowego w błąd. Przy określeniu istotności brana jest pod uwagę wielkość i rodzaj pominiętej informacji, z uwzględnieniem okoliczności towarzyszących zdarzeniu.

## Rys historyczny
Zapisy aktualnego Międzynarodowego Standardu Rachunkowości nr 10 Zdarzenia następujące po zakończeniu okresu sprawozdawczego obowiązują dla okresów rozpoczynających się 1 stycznia 2005 r. i później. Standard ten został wydany przez Komitet Międzynarodowych Standardów Rachunkowości w grudniu 2003 r. i zastąpił wydany w maju 1999 r. Międzynarodowy Standard Rachunkowości nr 10 Zdarzenia po dniu bilansowym.

Kwestie regulowane przez MSR 10 na gruncie krajowych przepisów rachunkowości ujęte są w Krajowym Standardzie Rachunkowości nr 7 Zmiany zasad (polityki) rachunkowości, wartości szacunkowych, poprawianie błędów, zdarzenia następujące po dacie bilansu – ujęcie i prezentacja.

## Przykłady zdarzeń po zakończeniu okresu sprawozdawczego
Zdarzenia potwierdzające istnienie określonego stanu na dzień kończący okres sprawozdawczy:
- rozstrzygnięcie sprawy sądowej (potwierdza istnienie na koniec okresu sprawozdawczego zobowiązania jednostki do spełnienia określonych świadczeń);
- upadłość odbiorcy jednostki, od którego jednostka wykazuje należności na koniec okresu sprawozdawczego (potwierdza prawdopodobieństwo nieściągalności należności od jednostki postawionej w stan upadłości);
- ostateczne ustalenie przychodów ze sprzedaży składnika aktywów, sprzedanego przed zakończeniem okresu sprawozdawczego lub ceny nabycia składnika aktywów zakupionego przed końcem okresu sprawozdawczego;
- identyfikacja błędów występujących w sprawozdaniu finansowym.

Zdarzenia potwierdzające zaistnienie określonego stanu po zakończeniu okresu sprawozdawczego:
- spadek wartości godziwej inwestycji (np. spadek rynkowej ceny paliwa dla przedsiębiorstw paliwowych);
- zadeklarowanie dywidend należnych posiadaczom instrumentów kapitałowych.

Wyjątkiem od powyższego są zdarzenia mające wpływ na kontynuację działalności jednostki. W przypadku, gdy po zakończeniu okresu sprawozdawczego okazuje się, że jednostka nie będzie kontynuowała działalności, zdarzenie takie wymaga ujęcia w sprawozdaniu finansowym, mimo iż może nie potwierdzać określonego stanu na dzień kończący okres sprawozdawczy. Do takiej sytuacji może dojść na skutek postanowienia kierownictwa jednostki o jej likwidacji lub zaprzestaniu działalności, a także w przypadku braku alternatywy dla likwidacji jednostki lub zaprzestania przez nią działalności. W przypadku, gdy na skutek zdarzeń po zakończeniu okresu sprawozdawczego, kierownictwo jednostki jest świadome występowania poważnego zagrożenia dla jej działalności, informacje takie wymagają ujawnienia w sprawozdaniu finansowym.